# Dienes Zoltán Pál
Dienes Zoltán Pál, Zoltán P. Dienes (Budapest, Kőbánya, 1916. szeptember 11. – Új-Skócia, 2014. január 11.) jelentős magyar matematikadidaktikus, „a matematikatanítás varázslója”, aki „játékos” matematikájáról ismert. Karrierjét a matematikaoktatás nemzetközi fejlesztésének szentelte, szerte a világon (Angliában, Ausztráliában, Új-Guineában, az USA-ban, Kanadában, Németországban, Olaszországban, Chilében, Argentínában, Brazíliában, Franciaországban, Spanyolországban, Görögországban). Több ország elemi iskolai tantervét összeállította. Matematikaoktatásának alapelve volt, hogy már az általános iskola folyamán megtaníthatók a matematikai struktúrák alapelemei játékok, történetek, tánc formájában.
Nemzetközi hírnevének három fő pillére van: széles körben publikált a matematikatanulás lélektanáról; tanárok százaival és gyermekek ezreivel dolgozott személyesen minden kontinensen, tudást terjesztve, lelkesedést keltve; rengeteg játékos taneszközt fejlesztett ki – ilyenek a logikai Dienes-készlet és a számrendszereket tanító Dienes-kockák –, amelyek megtalálhatók a jól felszerelt elemi iskolákban az egész világon.

## Élete
Dienes Zoltán Pál az Osztrák–Magyar Monarchiában született Dienes Pál (1882-1952) matematikus-költő és Geiger Valéria (1879-1978) gyermekeként. Első éveit Magyarországon, Ausztriában, Olaszországban és Franciaországban töltötte. Középiskoláit Budapesten, Párizsban és Darlingtonban (Anglia) végezte, ahol 1934-ben érettségizett is. 16 éves korában költöztek Angliába. A londoni University College-ben hallgatott elméleti és alkalmazott matematikát, tanult németet és latint is. 1939-ben doktorált a londoni egyetemen (University of London), értekezésének címe: „Constructivist Foundation of Mathematics According to Borel and Brouwer”.
Matematikatanárként dolgozott a Highgate Schoolban, majd Dartingtonban. 1944 után matematikát tanított Southampton, Sheffield és Manchester egyetemein, majd 1950-ben állandó állást kapott Leicesterben. Itt pszichológiai tanulmányokat is folytatott; később kifejlesztette matematikatanulási elméletét, kidolgozta híres taneszközeit, könyveket írt.
1961-ben az ausztráliai Adelaide-ben kezdett tanítani, ahol később személyes katedrát kapott. Együtt dolgozott egy ideig Jerome Brunerrel a Harvardon, és Jean Piaget-vel Genfben. Megalapította az International Study Group for Mathematics Learning nevű szervezetet, és a nemzetközi Journal of Structural Learning című folyóiratot.
1966-ban a kanadai Sherbrooke Egyetemén kinevezték egy új matematikaoktatási kutatóközpont igazgatójává. 1978-ig itt dolgozott, kutatott, miközben a világot járva tanítási kísérleti munkákat indított el szinte minden kontinensen. 1978 és 1980 között több helyen is dolgozott Olaszországban, ahol olasz nyelvű elemi iskolai tantervet állított össze.
1980-ban a devoni Totnesben vett egy házat, és az év egy részét ott töltötte feleségével, miközben a devoni iskolákban dolgozott. Az 1980-as évek közepétől kezdve Exeter egyetemén tiszteletbeli kutatótanárként tartott előadásokat és bemutatókat. A személyi számítógépek megjelenésével könnyedén beletanult a használatukba, számos oktató programot is írt.
Nyugdíjba vonulása után Kanadában élt, részidőben az Acadia Egyetem tanítóképző karán oktatott.
Sokat publikált, még kilencvenéves korán túl is, köztük szakcikkeket, oktatási anyagokat, 30-nál több könyvet, melyek közé önéletrajz és verseskötet is tartozott.

## Matematikaoktatási elméletei
Dienes Zoltán jelentős matematikadidaktikus, aki a tanulási folyamatot a maga komplex voltában próbálta megérteni.
Hozzájárult a matematikai struktúrák tanulásának elméletéhez, rámutatva arra, hogy a manipulációs eszközökkel, játékokkal, tánccal, történetekkel sokkal korábban el lehet kezdeni „komoly matematikát” tanulni, mint azt korábban gondolták.
Elsőként fogalmazta meg nyíltan, hogy a tanulás terén az egyes gyerekek között nemcsak fokozati, hanem minőségi különbségek is vannak. Úgy vélte, a különböző matematikai fogalmakhoz az egyes gyerekek lényegesen eltérő módon juthatnak hozzá, ezért a képességek szerinti bontás nem hoz létre homogén tanulócsoportokat.
Megfogalmazta, hogy a matematikatanítás elsődleges célja a személyiség építése.
Továbbfejlesztette Aebli elméletét az értelmes tanulásról. Kimutatta, hogy a mechanikus tanulás a matematikában kevésbé alkalmazható, mint más tantárgyakban, mivel a matematika tanulása során a hangsúly inkább a struktúrán, kevésbé a tartalmon van. Dienes a matematikai gondolkodás lényegét a vég nélküli nyílt gondolkodásban látta.
Megpróbálta összegezni a matematikatanulás alapelveit. A dinamika elve alatt azt értette, hogy a fogalmak kialakítása során három típusú játékról kell gondoskodnunk: az előkészítő, a strukturált és a gyakorló játékokról.
Miután meg volt győződve arról, hogy az elemző gondolkodás gyakorlatilag 12 éves kor után jelenik meg, ezért Dienes nagyon fontosnak tartotta, hogy a konstrukció előzze meg az elemzést.
Fontosnak tartotta a matematikai változatosság elvét, hogy a fogalmak felépítése során nagyon sokféle példa alapján (perceptív változatosság vagy többszörös konkretizálás elve) alakuljon ki a megfelelő képzet.
Dienes a fogalmak kialakulásában hat szakaszt különböztetett meg:
- szabad játszás,
- játékok,
- közös vonások keresése,
- ábrázolás,
- szimbolizálás,
- formalizálás.[5]

## Taneszközei

### Dienes-kocka
Nemzetközileg legismertebb taneszköze a „Dienes-kockák” (Dienes Multibase Arithmetic Blocks), melyet a helyi érték megtanulásának nehézsége ihletett: „hogy tanulhatná meg a gyerek, hogy mi a tízes számrendszer, ha nem ismer más alapú számrendszereket is”.

### Dienes-készlet
A Dienes Zoltán nevéhez fűződő logikai készlet Magyarországon legelterjedtebb változata műanyag lapokból áll, melyek színük szerint lehetnek kékek, zöldek, pirosak vagy sárgák, alakjuk szerint négyzetek, háromszögek vagy körök, méretük szerint kicsik vagy nagyok, felületük szerint pedig lyukasak vagy simák. A logikai készlettel számos olyan játékos tevékenység szervezhető, mely kiváló alapot nyújthat a halmazokkal és logikával kapcsolatos tapasztalatszerzéshez.

### Egyéb
Az 1980-as években Magyarországon legyártották további két játékát: a „Három az igazság” a logikai készlethez hasonló 3×3×3-as struktúra, a „Ki jut a várba” a Logikai utak egy változata.

## Magánélete
Dienes Zoltán Pál a kiterjedt mérai Dienes családból származik, a család számos tagja vált híressé.
Szülei Dienes Pál (1882–1952) matematikus-költő és Dienes (Geiger) Valéria (1879–1978) filozófus, fordító, koreográfus, mozdulatművész, táncpedagógus, a táncelmélet (az orkesztika) megalkotója (nevét többek között Szekszárdon általános iskola is őrzi).
Valódi reneszánsz ember volt, szerette a zenét, a képzőművészetet és a természetet. Folyékonyan beszélt magyarul, angolul, franciául, németül, olaszul, de számos más nyelven megértette magát. Szeretett énekelni, a család gyakran énekelt együtt magyarul, olaszul vagy gael nyelven. Gyakran kijárt a természetbe; a túrázás, a sífutás és az úszás kedvelt tevékenységei közé tartozott.
Mélyen vallásos volt. 1952-ben lépett be a kvékerek közé, ahol különböző egyházi feladatokat is vállalt. Baptista templomokat is látogatott. Számos versében előfordul a misztikum és az ember isteni céljának kutatása. Később megpróbálta az evangéliumokat, A jelenések könyvét és Pál rómaiakhoz írt levelének egy részét klasszikus versláb használatával verses formába átültetni.
1938-ban házasodott össze Tessa Cooke-kal, gyerekkori barátjával (†2006), akitől öt gyermeke született: Corin (most Jasmine), Nigel, Jancis, Sorrel (most Sarah) és Bruce. Számos unokája és dédunokája van.

## Művei

### Magyarul
- Építsük fel a matematikát!; bev. Herbert Read, ford. Sztrókay Kálmán; Gondolat, Bp., 1973
- Dienes professzor játékai; kézirat átdolg. Varga Tamás, ford. Csapó Balázs, Klein Sándor; Műszaki, Bp., 1989
- Építsük fel a matematikát; ford. Sztrókay Kálmán, Halmos Mária, jegy. Varga Tamás; 2. bőv. kiad.; SHL Hungary Kft., Bp., 1999 (Segítünk, ha lehet) ISBN 9789630372657
- Játék az életem. Egy matematikus mágus visszaemlékezései; ford. Dienes Maya, Dienes Gedeon; SHL Hungary Kft., Bp., 2001 (Segítünk, ha lehet) ISBN 9630061066
- Agykalandok. Dienes professzor játékai; átdolg. Varga Tamás, ford. Csapó Balázs, Klein Sándor, előszó Klein Sándor; 2. átdolg. kiad.; Edge 2000, Bp., 2016 (Segítünk, ha lehet)

### Angol nyelven
- Calls from the Past (versek, 2003, Upfront Publishing, ISBN 978-1844261901)
- I Will Tell You Algebra Stories You've Never Heard Before (2003, Upfront Publishing, ISBN 978-1844261918)
- Memoirs of a Maverick Mathematician (2003, Upfront Publishing, ISBN 978-1844261925)

## Róla szóló irodalom
- Mathematics Education and the Legacy of Zoltan Paul Dienes (2008, Edited by Bharath Sriraman, The University of Montana, ISBN 978-1-59311-896-9)
- Zoltan Paul Dienes and the Dynamics of Mathematical Learning, The Montana Mathematics Enthusiast, Monograph 2, September 2007, ISSN 1551-3440

## Televízió
A Magyar Televízió az 1970-es években készített egy hatrészes sorozatot Dienes professzor játékai címmel.

## Elismerései
Az 1980-as években az olaszországi Siena, a franciaországi Caen és a kanadai New Brunswick egyeteme, 1995-ben Exeter egyeteme is díszdoktorrá avatta. 2003-ban a Canadian Mathematics Education Study Group különleges tagjává avatták.
2009-ben a Pécsi Tudományegyetem Felnőttképzési és Emberi Erőforrás Fejlesztési Kara díszdoktori címet adományozott Dienes Zoltánnak, amit a kanadai Wolfville egyetemen vett át.